# José de Andonaegui
José de Andonaegui y Zaldua (Marquina del señorío de Vizcaya, Corona de España, 1685 - Madrid, 3 de septiembre de 1761) era un hidalgo y militar español que fuera asignado como gobernador del Río de la Plata desde 1745 hasta 1756.

## Biografía hasta el viaje con Francisco Pérez de Saravia

### Origen familiar y primeros años
José de Andonaegui había nacido en el año 1685 en la localidad de Marquina del señorío de Vizcaya, el cual formaba parte de la Corona de España, siendo hijo de Juan José de Andonaegui y Andonaegui (n. ca. 1655) y de su esposa María Antonia de Zaldúa  y Gamboa (n. ca. 1665).
Tenía una hermana llamada María Ignacia de Andonaegui y Zaldúa (n. ca. 1695), señora de Torre Vidarte, que hacia 1720 se casó con Francisco Javier de Murga y Aranda, XV señor de la Torre de Murga del valle de Ayala, X señor de Aguirre de Zuaza y señor del mayorazgo de Esquível, y ambos hermanos eran sobrinos paternos de Ángela de Andonaegui (n. ca. 1653) que se casó con Sebastián de Sorarte y serían los abuelos de Sabina Gregoria Josefa de Sorarte Andonaegui y Báez de Alpoin, y por tanto esta última era una sobrina segunda de José de Andonaegui.
Sus abuelos paternos eran Juan de Andonaegui de la Rentería (n. ca. 1625), caballero de la Orden de Santiago, que se había casado en Elgoibar en 1667 con su prima paterna Ana Luisa de Andonaegui y Urrutia, además de ser bisnieto de Juan García de Andonaegui e Icoaga (n. ca. 1595) y de su esposa María López de la Rentería, tataranieto de Ana de Andonaegui Vidarte (n. ca. 1575) y de su primer marido Juan de Icoaga, y por lo tanto, trastataranieto paterno del capitán de mar y tierra Lope Ochoa de Andonaegui Licona (n. ca. 1545) y de su mujer Ana de Vidarte y Sorarte (n. ca. 1555), señora de la Torre de Vidarte.

### Viaje a la Sudamérica española
Una vez adulto hacia 1715, José de Andonaegui crio a un niño noble huérfano llamado Francisco Pérez de Saravia, y cuando pasara a Sudamérica lo llevaría consigo, el cual entonces ya era un adulto de unos treinta y cinco años de edad.

## Gobernador del Río de la Plata, vuelta a Europa y deceso

### Nombramiento y gestión
José de Andonaegui fue designado en el cargo de gobernador de Buenos Aires en 1745, y al llegar en el mismo año a la ciudad de Buenos Aires, capital de su gobernación, nombró a Pérez de Saravia como secretario particular de Gobierno y de la Capitanía General, cuyo puesto estuvo brevemente ocupado en el mismo año por Juan Bautista Bonelli y el anterior a este desde 1743, por Diego de Alvarado.
Francisco Pérez de Saravia dejó en el año 1749 el dicho cargo burocrático para retomarlo al año siguiente, pero volvió a darse de baja definitivamente en 1751 para casarse en el mismo año con la sobrina segunda del gobernador rioplatense, llamada Sabina de Sorarte, por lo que Andonaegui eligió para el mismo puesto a Miguel Pérez de la Mata (que lo ocuparía hasta 1755).

### Expediciones a las Misiones y a la Patagonia oriental
El gobernador Andonaegui apoyó la ampliación del territorio de la gobernación y aseguró las fronteras, destacándose sobre todo por su apoyo a la apertura comercial. Combatió a los indígenas, acabando sobre todo con la amenaza sobre Montevideo. Entre otras cosas, condujo a los guaraníes a las Misiones Orientales de la jurisdicción luso-brasileña según el Tratado de Madrid hispano-portugués de 1750.
Bajo su administración, se realizaron expediciones a la Patagonia oriental y comenzaron a explotar sus riquezas, pero terminó su mandato en la gobernación en el año 1756.

El teniente general don José Adonaegui, creador de la afamada milicia rural de los blandengues, [...] decía justificando su encarnizada persecución á los indígenas, que el mejor bautismo era el de sangre.
Eduardo Acevedo Vásquez, José Artigas, tomo I, pág. 390)

### Regreso a España y fallecimiento
Posteriormente a dejar su puesto de gobernador, José de Andonaegui regresó a España, adonde vivió el resto de su vida en la localidad de Marquina del señorío de Vizcaya para fallecer allí en el año 1761.

## Matrimonio y descendencia
José de Andonaegui se había unido en matrimonio hacia 1725 con Bernarda Gertrudis de Aguirre Barrenechea (n. 2 de septiembre de 1697) y con quien concibió a tres hijos:
- José Ignacio Andonaegui Aguirre (n. Santiago de Chile, 21 de noviembre de 1726).
- María Mercedes Andonaegui Aguirre (n. ib., 15 de mayo de 1729).
- José Tomás de Andonaegui y Aguirre[10] (n. Chile, ca. 1731) que se casó con María Catalina de Herrera Loyzaga y Morón[10] —una hija de José Cipriano Herrera Loyzaga y de su esposa Ana Inés Morón Torres de Briceño— y tuvieron a la segundogénita Ana Josefa, a la menor Encarnacion y a la primogénita María de las Mercedes de Andonaegui y Herrera[10] que se matrimonió con el comerciante hispano-vizcaíno y funcionario rioplatense José Joaquín de Arana[10] (n. Santo Tomás de Olavarrieta,[10] ca. 1720) que llegó a Buenos Aires hacia 1775[10] y fue su alcalde de segundo voto en 1797,[10] cuyos padres eran Juan de Arana[10] y su esposa María Magdalena de Goyri,[10] y fruto de este matrimonio nacieron diecisiete hijos, siendo el segundogénito Felipe Arana que sería el ministro de Relaciones Exteriores de la Confederación Argentina de 1835 a 1852.